# Carlo Boggio
Carlo Boggio (Vercelli, 10 maggio 1931 – Vercelli, 12 luglio 2017) è stato un politico italiano.

## Biografia
Esponente piemontese della Democrazia Cristiana, è sindaco di Vercelli dal 1970 al 1975.
Nel 1976 viene eletto al Senato della Repubblica. Conferma il proprio seggio a Palazzo Madama anche dopo le elezioni politiche del 1979, quelle del 1983 e quelle del 1987; termina il proprio mandato parlamentare nel 1992.
Viene eletto consigliere comunale a Vercelli nel maggio 1985 (restando in carica fino al 1990) e poi nel giugno 1993 (dimettendosi alla fine dello stesso anno).